# El teléfono (película)
El teléfono (en hangul, 콜; romanización revisada, Kol; en inglés, The Call; también conocida como Call) es una película de suspenso surcoreana de 2020, dirigida por Lee Chung-hyun y protagonizada por Park Shin-hye y Jeon Jong-seo. Fue lanzada a través de la plataforma Netflix el 27 de noviembre de 2020. La fecha de estreno de la película se vio afectada por la pandemia de COVID-19.
Basada en la película británica-puertorriqueña de 2011 The Caller, la película trata sobre Seo-yeon (Park Shin-hye) y Young-sook (Jeon Jong-seo), dos mujeres pertenecientes a diferentes tiempos que se conectan a través de una llamada telefónica que intercambia sus destinos.

## Sinopsis
Conectada por un teléfono en la misma casa pero con 20 años de diferencia, una asesina en serie pone el pasado y la vida de otra mujer en juego para cambiar su propio destino.

## Argumento
En 2019, Kim Seo-yeon de 28 años, pierde su teléfono celular en su viaje a visitar a su enferma y separada madre en un área rural. Al llegar a la casa de sus padres, en ruinas, encuentra un teléfono inalámbrico de hace décadas, a través del cual recibe llamadas de una mujer angustiada que dice estar siendo torturada por su madre. Después de investigar la casa, Seo-yeon se da cuenta de que la mujer del teléfono, Oh Young-sook, está viviendo en la misma casa que ella, pero en 1999. Ambas pueden comunicarse a través del tiempo con ese teléfono, y comparten información de sus vidas. Young-sook es huérfana y vive con su madre adoptiva, que es chamán, mientras que Seo-yeon había perdido a su padre en un incendio por el cual culpa a su madre, Eun-ae.
Young-sook, actuando mediante la información que le da Seo-yeon, se escapa de la casa para evitar el incendio que mató al padre de Seo-yeon. Ella lo logra, y la realidad de Seo-yeon cambia: su madre y su padre están vivos y sanos, y su casa permanece lujosa. Sin embargo, Young-shook es castigada por su madre y se resiente porque su vida sigue igual mientras que la de Seo-yeon mejora.
Seo-yeon busca en internet y encuentra que Young-sook fue asesinada por su madre durante un exorcismo. En la siguiente llamada, Seo-yeon advierte a Young-sook, quien mata a su madre para salvarse a sí misma. Ahora liberada, Young-sook se convierte en una asesina en serie. Seo-yeon se da cuenta de lo sucedido cuando las víctimas de Young-sook desaparecen en el presente. Durante una llamada, Seo-yeon se enfrenta a Young-sook, pero por accidente le revela que será arrestada.
En 1999, a Young-sook la visita Seo-yeon de 8 años y su padre, quienes han ido a la casa para cerrar el trato de compra. Young-sook mata al padre y secuestra a la pequeña Seo-yeon. En 2019, la realidad de Seo-yeon cambia de nuevo: su padre está muerto y la casa está aún en peores condiciones. Young-sook llama a Seo-yeon y le dice que averigüe cómo será arrestada. Al principio le da información falsa, pero cuando Young-sook amenaza con matar a Eun-ae, Seo-yeon irrumpe en la comisaría local para coger el libro usado en 1999. Young-sook se burla de Seo-yeon diciéndole que son iguales, porque Seo-yeon causó el incendio que originalmente mató a su padre y mintió sobre que Eun-ae era la responsable.
Seo-yeon le da a Young-sook la información correcta, y su realidad cambia de nuevo: ahora la casa pertenece a una Young-sook mayor, quien ha permanecido siendo una asesina en serie, en la casa se ven una especie dé refrigeradores donde posiblemente mantenga en frío los cadáveres de sus víctimas. El contenido del cuaderno también cambia, con una nota de que Eun-ae fue a la casa con un oficial de policía e hizo una llamada con el teléfono inalámbrico. Seo-yeon espera en la casa por la llamada, y la usa para advertir a Eun-ae.
En 1999, Young-sook mata al oficial de policía y persigue a Eun-ae. En 2019, la Youn-sook mayor se delata a sí misma y de otra manera persigue a Seo-yeon. Eun-ae utiliza el teléfono otra vez, Seo-yeon lo coge y le anima a luchar. Eun-ae aparentemente se sacrifica y mata a Young-sook, por lo que el 2019 cambia, con la casa quedando abandonada y la Young-sook mayor desapareciendo. Seo-yeon se va de la casa y se reúne emotivamente con Eun-ae, quien está viva y sana, pero con cicatrices.
En una escena de mitad de créditos, la Young-sook mayor utiliza el teléfono para llamar a su contraparte joven y la advierte sobre Eun-ae y el oficial de policía, permitiéndole así cambiar su propia historia, y eliminando a Eun-ae del lado de Seo-yeon. Al final, la escena se corta en una sala de torturas donde una persona cubierta con tela blanca se encuentra atada a una silla, gritando por ayuda. La tela es retirada, mostrando así una atemorizada Seo-yeon, quien, probablemente, conocerá su desaparición por Young-sook.

## Reparto
- Park Shin-hye como Kim Seo-yeon.[3]
  - Um Chae-young como Seo-yeon de niña.
- Jeon Jong-seo como Oh Young-sook.[4]
- Kim Sung-ryung como Eun-ae, la madre de Seo-yeon.
- Lee El como Ja-ok, la madre de Young-sook.
- Oh Jung-se como Sung Ho.
- Lee Dong-hwi como Baek Min-hyun.
- Park Ho-san como Señor Kim, el padre de Seo-yeon.
- Kim Min-ha como Seon-hee de joven.[5]

## Producción
El rodaje de la película empezó el 3 de enero de 2019, y finalizó el 2 de abril de 2019.

## Premios y Nominaciones
| Año  | Premio                       | Categoría            | Nominado       | Resultado | Ref.          |
| ---- | ---------------------------- | -------------------- | -------------- | --------- | ------------- |
| 2021 | 57th Baeksang Arts Awards    | Mejor Actriz         | Jeon Jong-seo  | Ganadora  | [ 7 ]         |
| 2021 | 57th Baeksang Arts Awards    | Mejor Nuevo Director | Lee Chung-hyun | Nominado  | [ 7 ]         |
| 2021 | 30th Buil Film Awards        | Mejor Nuevo Director | Lee Chung-hyun | Nominado  | [ 8 ] [ 9 ]   |
| 2021 | 30th Buil Film Awards        | Mejor Actriz         | Jeon Jong-seo  | Ganadora  | [ 8 ] [ 9 ]   |
| 2021 | 15th Asian Film Awards       | Mejor Actriz         | Jeon Jong-seo  | Nominado  | [ 10 ] [ 11 ] |
| 2021 | 26th Chunsa Film Art Awards  | Mejor Actriz         | Jeon Jong-seo  | Nominado  | [ 12 ]        |
| 2021 | 26th Chunsa Film Art Awards  | Mejor Nuevo Director | Lee Chung-hyun | Nominado  | [ 12 ]        |
| 2021 | 42nd Blue Dragon Film Awards | Mejor Nuevo Director | Lee Chung-hyun | Nominado  |               |
| 2021 | 42nd Blue Dragon Film Awards | Mejor Actriz         | Jeon Jong-seo  | Nominado  |               |
| 2022 | 20th Director's Cut Awards   | Mejor Actriz         | Jeon Jong-seo  | Ganadora  |               |
| 2022 | 20th Director's Cut Awards   | Mejor Nueva Actriz   | Jeon Jong-seo  | Nominado  |               |
| 2022 | 20th Director's Cut Awards   | Mejor Nuevo Director | Lee Chung-hyun | Nominado  |               |